# Lyubov Sobol
Lyubov Eduardovna Sobol (em russo:  Любовь Эдуардовна Соболь, nascida Fedenyova, Феденёва; nascida em 13 de setembro de 1987) é uma figura pública e política russa, advogada da Fundação Anti-Corrupção e membro do Conselho de Coordenação da Oposição Russa (2012-2013). É produtora do canal YouTube "Navalny Live" de Alexei Navalny.

## Protestos na Rússia
Seiscentos manifestantes, incluindo o líder da oposição Lyubov Sobol, são presos em um protesto eleitoral em Moscou, em 3 de Agosto de 2019 na Rússia.
Em 2019, ela voltou a participar da campanha para a eleição para a Duma da cidade de Moscou. Em 2 de setembro, ela foi detida pela polícia após um protesto no fim de semana em Moscou.

## Reconhecimento
É uma das 100 Mulheres da lista da BBC de 2019.